# 哥布林殺手
《哥布林殺手》是日本網路小說家蝸牛くも创作；由神奈月昇繪制插图；SB創意出版的黑暗奇幻類型輕小說作品，并有漫画、动画、广播剧等衍生作品。截至2023年9月，累计销量已突破1000万部。
本為揭示版（ascii art）圖文討論串所連載的互動式文章，原本並無出版計畫，後來在2016年經由SB Creative出版書籍，詳細見作品沿革。同年2月宣佈漫畫化，《月刊BIG GANGAN》連載，由黑瀨浩介擔任作畫。
本作獲選2017這本輕小說真厲害！新作部門第1位、綜合部門第5位。
2017年2月，本作外傳《哥布林殺手外傳：第一年》小說與漫畫化的訊息被公開。漫畫版先於《YOUNG GANGAN》進行連載，小說版則在GANGAN ONLINE內的GANGAN GA發布。
2018年2月，GA文庫宣布本作將動畫化，由WHITE FOX公司負責製作。2019年5月宣布制作剧场版，由WHITE FOX制作。2020年2月1日于日本上映完全新作剧场版《哥布林杀手：GOBLIN'S CROWN》。2021年1月31號宣布製作動畫2期，於2023年10月至12月播出。

## 作品沿革
最初是作者於網路上和人討論時，提到「若是有個只殺哥布林的冒險者會是個怎樣的故事呢？」由此而展開的一個故事。《哥布林杀手》一开始的创作体裁并非小说，因此有别于投稿网站「成為小說家吧」上刊载的热门强作，也并未于任何小说网站发表，而是 AA（ascii art）图文讨论串一种web创作。
AA（ascii art）图文讨论串是一种用字符画来讲述故事的创作形式。2006年左右，在日本2ch流行起来的创作方式。字符画的模型是各种各样的动漫里的角色来的。所以《哥布林杀手》里面的角色，都有动漫角色原型。
例如：女神官的原形是《勇者斗恶龙3》里的女僧侣、牧牛妹的原形是《银之匙 Silver Spoon》里的御影秋、柜台小姐的原形是《偶像大师 灰姑娘女孩》里的千川千寻、妖精弓手的原形则是《刀剑神域》里的朝田诗乃等等。
创作理念为「这些角色说不定就活在你和朋友玩的某一场TRPG之中」 因此登场人物皆以职业命名，很有PC（Player Character）的味道。
蝸牛くも：“过去产生出许许多多的玩家角色，有的活下来、有的死去、有的成功、有的退休；他们是我走到这一步的过程中不可或缺的存在。”。
作者參考了美國漫畫的《蝙蝠俠》和《綠箭俠》這些只在一個地區行俠仗義的凡人俠客的故事，然後將其改編到奇幻世界之中。作品世界观則受到了遊戲書《sorcery》與《龍與地下城》、《異界戰記Chaos Flare》的影響，在小说第一卷的后记中，作者蝸牛くも提及故事灵感来源于自己一直以来游玩的桌上角色扮演游戏（Tabletop Role-playing game）中。
最初作者是在（日本一個公開的網路討論區）中進行連載，直到友人勸說下才決定將其正式小說化，並完成了現在的小說版。由於原作是在討論區連載，有時會順應讀者的回應即興的修改故事內容，小說版則對此做出了改動。之後投給Fantasia大賞三次卻都落選，直到作者以今川義元為主角寫的一篇故事投稿給GA文庫大賞時再度落選，卻讓GA文庫的編輯注意到了作者寫的舊作，這才令本作得到了出版的機會。

## 故事簡介
据说这间边境公会里，有个只靠讨伐哥布林就升上银等（位列第三阶）的罕见案例……

一名女神官成为冒险者后，首次加入团队，就在冒险中陷入了危机。

而拯救了她的，正是这名人称「哥布林杀手」的男子。

他不择手段，不辞劳苦，潜心扫荡哥布林。

女神官被这样的他牵着走，公会的柜台小姐感谢他，儿时玩伴的牧牛少女等候他。

一名森人（Elf）少女听闻他的事迹，也现身委托任务……

## 登場角色
廣播劇版與動畫版使用相同聲優。

### 主要人物
哥布林殺手（聲：梅原裕一郎、松田颯水（幼年））
本作主角，20→21歲，專門狩獵最下級魔物「哥布林」的紅眼青年。本名不详。茶髮，真容从未公开。本篇開始5年前牧牛妹靠直觉虽隔着头盔发现和重遇他。本身並不會在用餐的時候將頭盔取下，但眾人在看過其摘下頭盔的樣貌後，一致給出相當高的評價。稱號源於他從事冒險者生涯中，只接取「清除哥布林」等相關任務的事跡並藉此達到銀等級（第三等級）。
其過往大致不明，雙親早亡，其父是一位病死的遊俠（Ranger），母親則為藥師。幼年時是由親生姐姐所扶養長大，然而十年前，哥布林入侵村莊，幼時的哥布林殺手親眼目睹姐姐被殘忍虐待後殺害的場景（他的青梅竹馬「牧牛妹」因為在村莊被襲擊前先一步離開，事後被舅舅收養），於是踏上了修練之途，在「老師」的門下修習了五年，並且在老師踏上旅程之後到邊境的冒險者公會登記成為冒險者，開始抹除哥布林的生活。與長槍手是同期。与勇者、魔法师和金级冒险者相比没有超人的能力和魔法，肉体强度、体力也只是普通人锻炼水準（如在职警察和消防员水準），常常靠着实战经验和意志力與準備充足的各種道具化解危机。
哥布林殺手也同樣居住在牧牛妹所住的牧場，其每天早上的任務便是仔細檢查是否有哥布林的痕跡，理由是哥布林會在白天的時候偵查，黃昏之後才是他們真正的行動時間，因此防範必須從早晨就做起。
常用的裝備是帶有異味的短板鐵甲和皮革護胸，並且在中層套上鎖子甲。為人做事非常低調，對話時也僅以短句或單字回應。致力於研究如何有效率地擊倒哥布林，以男性人類戰士的範圍來看，其單體作戰能力並不高，因為所有的技能都是為了清除哥布林而練。但是他每每都能運用自身的智慧和謀略來排除所有偶發的可能性，在行動中相當注重效率和手段。故事開始前（在洞窟中救下女神官為起始點）皆為單獨行動，具有相當優越的探索能力，同時也有著熟練的開鎖技能。
因應哥布林長居住在狹小的洞穴中，隨身攜帶的武器是僅有制式長劍一半長度的鐵劍，還有面積約為一個人臉大的圓盾，但其盾牌的使用方式是用來撞擊，攜帶武器的理念是「簡單方便，還要好用」，因此也會將武器用來投擲。在戰鬥中不會有絲毫半點猶豫，其戰鬥手法並不會拘泥在使用手上的武器擊倒哥布林，而是會隨手拾取周遭可以取得的道具，並用其殺害敵人。其行動方針皆是圍繞著「殲滅哥布林」，因此不論是高價的道具或是稀有魔法道具，只要是用來殲滅哥布林巢穴的話便不會吝嗇使用。是個對殺光哥布林有異常偏執的人，其執著程度已經是連遇到哥布林以外的怪物都會先評論為「這好像不是哥布林」的等級。接取任務時只會確認名稱是否是「清除哥布林」等這類任務，會完全無視任務等級和報酬，這點或多或少讓周遭冒險者對其行為感到訝異。
身上的裝備是為了欺騙嗅覺敏銳的哥布林而特地弄得異味滿布，但這點也經常招致不知情的冒險者嘲笑。因為本身只接取殺死哥布林的任務而達到銀等級，使得他的頭銜變為傳說，流傳於邊境，甚至是「劍之聖女」所在的水之都。
角色的原型取自1954年的電影「七武士」中的島田勘兵衛和久藏，以及雷蒙·錢德勒的推理小說。此外，使用拾取武器攻擊的點子則是取自最後一戰系列電玩遊戲。
女神官（聲：小倉唯）
15→17歲的少女。新進冒險者，職業是神官。和剛認識的冒險者小隊成員一同接了消滅哥布林的任務，結果小隊其他成員因為大意和事前準備不足而全滅，將要被哥布林抓住時被哥布林殺手所救，之後就常一起行動。
孤兒出身，幼時就被神殿收養，為了獨立而選擇成為冒險者。面对年幼的哥布林时心存怜悯，与哥布林殺手争论“会不会有善良的哥布林?”但被哥布林杀手回答“善良的哥布林不会来到人类面前，来到人类面前的哥布林都会被自己杀掉。”说完这句就用手中的木棒把残存的哥布林幼崽全部虐杀。因要協助哥布林殺手，而聽從其建言在神官服下穿上了鎖子甲，之後更在努力練習使用投石索來支援哥布林殺手，並在其影響下，思考方式也在好的或壞的方向上更接近哥布林殺手。雖為初出茅廬的神官，但其信仰十分堅定，即使是面對不祈禱者依然堅持進行死後祈禱，對於傷者也能一視同仁的救助。在同階的冒險者中是少數能使用三種以上法術的神官（「聖光」、「小癒」、「聖壁」以及「沉默」，升格鋼鐵等級後又得到「淨化」）。
水之都篇時和哥布林殺手二人遭受重傷，在神殿中與劍之聖女三人同床而眠，劍之聖女以神術「甦生」拯救了二人。
故事初期等級為白瓷，後升為黑曜，但由於長期跟著哥布林殺手等銀級冒險者活動，使升格為鋼鐵等級的評定被判定失敗，為了證明自己的能力而和少年魔法師一起行動、並擔任起隊伍的指揮者。之後因獨力救出被哥布林襲擊的新手冒險者們，事後成功通過評定而成為鋼鐵等級的冒險者。
10歲時在神殿擔任一名侍祭，在當時替哥布林殺手祈禱時，成功使用神蹟〈小癒〉替哥布林殺手治好傷勢，無奈自己和周圍的人都沒發現。後來被哥布林殺手救下時，並未認出他。
牧牛妹（聲：井口裕香）
年齡小哥布林殺手兩歲的青梅竹馬，18→19歲。
是故事開始時少數能理解哥布林殺手的人之一，對他有著好感。與哥布林殺手一起成長的原居村落遭哥布林襲擊，因為當時去了舅舅的牧場幫忙而逃過一劫。事後被舅舅收養，在牧場幫忙並負責打理家務。
村莊被毀後，第一次與哥布林殺手見面時並非尚未認出他，而是因無法肯定他是自己的青梅竹馬而錯過，但在他初次任務結束後才發現並確定。
曾半開玩笑的說某段時間的自己是「熬夜妹」。
櫃檯小姐（聲：內田真禮）
冒險者公會的櫃台工作人員。22、23歲左右，對泡紅茶的技巧似乎很有自信。
有著甜美的笑容，故事開始初期能理解哥布林殺手的人之一。對總是承接沒什麼冒險者願意承接的消滅哥布林工作的哥布林殺手有著好感。五年前，哥布林殺手初次來到冒險者公會登記成為冒險者時，在替他負責登記相關事項時就開始認識了。
妖精弓手（聲：東山奈央）
上森人，職業是獵兵，銀等冒險者。貧乳，真實年齡已經有兩千歲以上了，但是因為種族特徵，外表看起來只是個嬌小少女。似乎喜歡裸睡。與礦人道士、蜥蜴僧侶一同行動，因為某件任務而與哥布林殺手一起組成臨時冒險者小隊。
與礦人道士常因為種族的歧見而吵架。有著與等級相應的卓越弓箭技巧，因為對外面的世界充滿憧憬，不願待在故鄉的森林中渡過一生，而決定離開故鄉成為冒險者，但對於實戰經驗有些不足。經常限制哥布林殺手的戰術，即使是被戰術所救。
稱呼哥布林殺手為「歐爾克博格」。初時也像其他人一樣有些輕視對方，但在共同行動後就開始理解哥布林殺手的堅持，並且很在意對方。
礦人道士（聲：中村悠一）
礦人的術士。銀等冒險者，真實年齡108歲。與妖精弓手、蜥蜴僧侶一同行動，與哥布林殺手因某任務組成小隊。常与妖精弓手争吵。稱哥布林殺手為「齧切丸」，初次碰面就對他有著不錯的評價。
留著白色長鬚的矮人，除操縱土元素外也擅長各種輔助類法術，如「靈壁」、「酩酊」等，並且能熟練的使用斧頭戰鬥。戰鬥技能以外還擅長烹飪、縫紉等各種手工藝。
蜥蜴僧侶（聲：杉田智和）
蜥蜴人的神官。銀等冒險者。為提升階等進化為龍而到處遊歷。與妖精弓手、礦人道士一同行動，與哥布林殺手因某任務組成小隊。稱哥布林殺手為「小鬼殺手閣下」。深受小隊領袖哥布林殺手信賴，在作戰行動前通常會先向其諮詢意見。
與野性的外表不同，是個守禮溫和的人。原三人冒險小隊中唯一具有正常觀念並擔當制止另外兩人吵架的人。很喜歡牧牛妹的牧場所製作的乳酪。因為種族天生善戰，與人類神官不同，近戰能力一樣不弱，由稱為『父祖』的龍所賜予的神術也以輔助戰鬥為主，如「擬龍」、「龍牙兵」、「龍牙刃」以及「龍吼」。

### 冒險者
長槍手（スピアマン，聲：松岡禎丞）
自稱與實力都是邊境第一的冒險者，銀等冒險者。能靠手中長槍擊敗巨人這種高等級魔物。為應對各種情況而有學習過魔法，因為不是很拿手，所以一天能使用的次數為兩次。
因為喜歡櫃台小姐，所以每次接完任務回來就向她誇耀自己的功績，但也有著完全沒察覺到魔女對他的好感的單純一面。故事初期有點看不順眼哥布林殺手光靠殺哥布林就和自己同樣升到銀階。對於哥布林殺手的真面目相當帥氣而感到不爽。
雖有在櫃台小姐面前誇耀自己的事蹟，實際上是個謹慎的人，能正確的判斷自己與敵人的實力，私底下有著努力與善於觀察的長處。
協助哥布林殺手剿滅襲擊牧牛妹牧場的哥布林大軍，並在單挑中擊殺一隻小鬼英雄。
魔女（聲：日笠陽子）
長槍手的同伴，銀等冒險者，魔法師。外表有些妖豔的性感美女。講話速度慢是因如果講太快容易導致魔法發動。
曾接受過哥布林殺手的委託替他修改魔法卷軸的內容，因此是故事初期少數知曉哥布林殺手的努力的人。吸菸者，新手時期還會使用打火石，而現在經常只為點煙而消耗魔法的使用次數。在《外傳：第一年》中和長槍手臨時組隊時，因為其言行而喜歡上長槍手，之後兩人組成正式的搭檔關係至今。和櫃台小姐算是情敵，不過兩人之間的關係卻意外的很不錯，也和女神官、妖精弓手有過交流。
協助哥布林殺手剿滅襲擊牧牛妹牧場的哥布林大軍。
擁有「力矢」、「眠雲」、「避矢」、「抗魔」、「蛛絲之縛」等攻擊或輔助法術。
重戰士（聲：濱野大輝）
能穿著十分沉重的鎧甲仍活動自如的銀等冒險者。總是表情嚴肅，與女騎士一起行動。
因為故鄉被哥布林殺手所救，所以對他並不感到討厭。目前受公會聘用，負責指導後輩。
協助哥布林殺手剿滅襲擊牧牛妹牧場的哥布林大軍，並與女騎士聯手打倒小鬼英雄，也因此得知哥布林中也有難以應付的存在。
女騎士（聲：藤井幸代）
穿著銀白騎士鎧的亮眼女性，銀等冒險者，職業是騎士，重戰士的搭檔。以聖騎士為目標卻有許多俗人的壞習慣（賭博、趁人之危、計較、騙人…）也經常被重戰士調侃她的壞習慣，目前還無法與天神連結。
一開始對哥布林殺手的印象不大好，但後來有所改觀。在女性冒險者中也是少見的美女，喜歡重戰士，為向對方告白而煩惱。
協助哥布林殺手剿滅襲擊牧牛妹牧場的哥布林大軍，並與重戰士聯手打倒小鬼英雄，才知哥布林也有難以對付的存在。為在收穫祭時，應該如何打扮才能吸引重戰士而請教過哥布林殺手的意見。在訓練所中幫忙教育後輩，課程內容為痛毆新手一整天。
擁有神蹟「聖光」和「祝福」。
半森人輕劍士（聲：竹田海渡）
與重戰士、女騎士一起組隊的同伴，是一行人之中的會計。協助哥布林殺手剿滅襲擊牧牛妹牧場的哥布林大軍。
少年斥候（聲：若山晃久）
重戰士團隊的斥候，白瓷等級，相當崇拜重戰士。協助哥布林殺手剿滅襲擊牧牛妹牧場的哥布林大軍。
少女巫術師（聲：原田彩楓）
重戰士團隊的圃人少女，白瓷等級。為了避免少年斥候亂花錢，而幫他控管著他的錢包。協助哥布林殺手剿滅襲擊牧牛妹牧場的哥布林大軍。
新手戰士（聲：前田誠二）
身穿皮甲的人類冒險者，白瓷等級。喜歡見習聖女。成為冒險者只有幾個月的新手，討伐魔物還不熟練，因此只接受剿滅老鼠的委託。協助哥布林殺手剿滅襲擊牧牛妹牧場的哥布林大軍。因哥布林殺手的建議，而開始學習使用木棒作為武器，以應付失去劍的狀況。
將自己為了代替劍而使用的棍棒取名「粉碎丸（Smasher）」。
見習聖女（聲：伊藤彩沙）
與新手戰士組隊的人類聖女，白瓷等級。喜歡新手戰士，卻經常說是「不放心他一個人在外闖蕩，才跟著他一起冒險」。也管制新手戰士的委託。成為冒險者只有幾個月的新手，討伐魔物只比新手戰士稍好一點。協助哥布林殺手剿滅襲擊牧牛妹牧場的哥布林大軍。
曾為了拉女神官加入自己隊伍而說了些哥布林殺手的壞話，事後道歉。會使用「聖擊」和「小癒」。
少年魔法師（聲：伊瀨茉莉也）
有著一頭紅髮的新手冒險者。以新手身分和需要證明自己的實績的女神官一起行動，是曾和女神官組隊的女魔法師的弟弟。
自尊心高，因為其遭遇讓哥布林殺手想起了自己的過去而讓他加入隊伍中，但因為對哥布林的憤怒和看見其他冒險者的慘狀讓他失去理智地使隊伍陷入危險之中，被救回後自尊心被徹底打碎，並在之後於酒館中吐露了是為了替在討伐哥布林的任務中死去的姊姊恢復其名譽才想來消滅哥布林。在見識到自己經驗嚴重不足的缺點後，決定踏上旅途鍛鍊自己，並向哥布林殺手宣示自己一定會成為屠龍者的理想。
圃人少女（聲：鈴代紗弓）
白瓷等級的新手冒險者。為了累積經驗而曾加入其他的冒險團隊中，但因為隊長回去繼承家業導致隊伍解散，被迫單獨行動。在訓練場中接受了女騎士的鍛鍊，當少年魔法師決定踏上修行之旅時，表示沒有戰士隨行對魔法師而言太危險，硬是和他一同踏上旅程。
圃人斥侯（ポレンスカウト，聲：岩中睦樹）
圃人冒險者，職業為斥侯，男性，鋼鐵等級。
於小隊中作為斥侯先行在迷宮中探路、調查，但卻把找到的寶物私吞。之後在公會的升級審查時被看穿這點，不但升級失敗，還遭到降級處罰與禁止在邊境從事冒險活動的處分。因此對擔任見證的哥布林殺手和負責審查的櫃檯小姐懷恨在心，於是在收穫祭時偷襲兩人，但遭哥布林殺手反擊而死。
女戰士（聲：菊池紗矢香）
漫畫&動畫版登場，健美身材的棕長髮女性(動畫設定則為小麥色皮膚)，與長槍手、重戰士同是銀等冒險者，以大戰斧作為主要武器。協助哥布林殺手剿滅襲擊牧牛妹牧場的哥布林大軍。
年輕戰士
於《外傳：第一年》中登場，與哥布林殺手同一天成為冒險者的戰士，起初向哥布林殺手邀請組隊，但聽見哥布林殺手的目的是剿滅哥布林而非遺跡探險後放棄。
而後與禿頭僧侶、礦人戰士與半森人少女一同接下了剿滅哥布林的委託後再度與哥布林殺手見面，但在與小隊成員一同調查出現食岩怪蟲與食人黏泥的礦坑時，親眼目睹半森人少女死於食岩怪蟲口中後，因衝擊變得失落，間接導致小隊解散，之後落魄的待在酒館飲酒度日。
之後加入冒險者組成的討伐軍前往討伐食岩怪蟲時，為了保護少女巫術師而主動成為誘餌，並在面對食岩怪蟲時僥倖存活並刺傷牠，間接導致討伐軍成功擊殺怪蟲，並在返回城鎮後恢復精神，決定繼續擔任冒險者。
第二卷時聽見銀髮少女要和小隊成員在不做任何準備的情況下調查廢棄礦坑時，忍不住出聲警告，並主動加入他們調查並協助繪製礦坑地圖。
在動畫版、小說本篇與漫畫版中都有出現和他極為相似的冒險者，並說出曾和哥布林殺手是同期、也加入過剿滅襲擊牧牛妹牧場的哥布林大軍的事件中。

### 邊境小鎮
監督官（聲：日岡夏美）
冒險者公會的員工之一，女性，平常與櫃檯小姐一起在櫃檯服務冒險者。另一身分為至高神的祭司。能使用「看破」的神蹟。
老翁（聲：高橋伸也）
在冒險者公會內附設的工坊的店主。在哥布林殺手剛成為冒險者後不久就認識了，也是少數從故事開始前就知道其長相的人。對不追求高級武器和裝備、而是追求實用性武裝的哥布林殺手頗為看好，之後也提供一些新到手的武器讓他試著使用。動畫版中是以「鍛冶職人」的名字登場。
圃人廚師
在冒險者公會經營的酒館工作的廚師，是個有點發福的中年男性圃人。
獸人女服務生
在冒險者公會經營的酒館工作的女獸人，自認自己的胸部尺寸在平均值以上，卻還不如牧牛妹。喜歡在武具工坊的年輕學徒，經常拿賣不完的剩菜去給他當宵夜。曾為了讓哥布林殺手在酒館內用餐而向牧牛妹討教製作燉菜的方法，卻因為哥布林殺手當天和其他人有約，而僅僅只有幫她試味道。

### 水之都
劍之聖女（聲：遠藤綾）
黃金等級冒險者，是在10年前成功消滅了在死之迷宮內復活魔王的六名英雄之一。現為至高神殿的大主教，於西方邊境一帶管理法律的偉大人物。會以黑色布條遮住雙目的美女。
其原型可能參考自正義女神。
因菜鳥時期曾被哥布林俘虜並遭到凌虐的關係，留下的後遺症是雙眼雖未失明，但只能看到大概輪廓，入浴時造成體溫上升的話則會浮現出遭到凌虐時的疤痕。因哥布林凌虐而失去了處女之身，所以需要依此條件發動的奇蹟「甦生」必須透過女神官來間接發動。相較於身體上的傷害，內心受到的創傷更是久未痊癒，除了因為會夢到被凌辱的情境而難以安眠外，更因此無法和哥布林戰鬥。
在得知被勇者殲滅的邪神殘黨將哥布林群送到水之都的地下水道後，派出了自己的使徒沼龍封住了地下水道，但自己因為上述的心理創傷無法出面戰鬥，又想讓街上的人理解哥布林的危險性而採取了封鎖部分情報的手段，希望街道的居民主動出面消滅哥布林，但居民卻認為這問題不大而使她感到絕望。由於水之都的冒險者相對於邊境的冒險者來說危險意識較低，結果消滅哥布林不成而反遭對方殲滅，此時聽聞歌頌哥布林殺手的詩歌而委託他來協助剿滅哥布林。
在哥布林殺手一行消滅哥布林群後，於哥布林殺手在事後的質問中承認了自己有操作情報，遮掩部分事實，悲慘的過去也未得到哥布林殺手同情，但得到哥布林殺手表示即使是在夢中也能找他來消滅哥布林的回答後，感覺自己被拯救，並因此對哥布林殺手傾心。
事件後不再做惡夢也恢復健康的生活，甚至還打算寫封熱情的情書給哥布林殺手，嬌羞的模樣讓周圍的人都感覺有點吃不消。
第五卷時寄信委託哥布林殺手前往雪山救出千金劍士。
第八卷時為了出席在王都舉行的會議而委託哥布林殺手一行擔任保鑣對抗路上出沒的哥布林騎兵。於哥布林殺手等人在和小鬼邪神官交戰後筋疲力盡的應對尚未被消滅的其他哥布林時，鼓起勇氣率領神官戰士們趕到，救出了哥布林殺手一行人。
侍祭（聲：杉山里穗）

### 森人王之森
戴閃亮頭盔的森人（聲：石川界人）
妖精弓手的表哥。典型的森人，自尊心奇高，被選為村落下一任的領導者。是教授妖精弓手弓箭技巧的人，有過為了寫情書給其姊但妖精弓手卻偷偷把情書交給姊姊來修改的黑歷史。
花了兩千年，試圖把森人所擅長的詩歌與樂器教給妖精弓手但失敗，對哥布林殺手本來有點意見，不過在聯手戰鬥後認可了對方，並把妖精弓手託付給他照顧。
戴花冠的森林公主（聲：瀨戶麻沙美）
妖精弓手的姊姊。與戴閃亮頭盔的森人已締結婚約，有著和妹妹不同的豐滿身材。
很擔心妹妹，反對她出外當冒險者，也反對她和礦人與和詩歌所述差異頗大的哥布林殺手一同行動。在見證妹妹與哥布林殺手一起戰鬥的場景後，勸戒妹妹說近乎不死的上森人與人類是很難在一起的，但在看到妖精弓手的笑容後決定在故鄉等待妹妹的歸來。
女森人→侍女（聲：長谷川育美）
於古代遺跡進行冒險，卻被巨魔與哥布林抓住凌虐的女森人冒險者。之後被哥布林殺手等人救出，右半身因為哥布林的施虐而慘不忍睹，被救下時仍低語著要殺死哥布林。
在哥布林殺手等人參加妖精弓手姊姊的婚禮時再度登場，此時是戴花冠的森林公主的侍女，身上的傷痕已經痊癒，在聽到哥布林殺手表示那群巨魔與哥布林已被消滅的事後流下了感激的眼淚。

### 王都
國王（キング，聲：三木真一郎）
本作故事中所述的王國的國王。相貌文雅、氣質出眾的青年。因為施政優秀而深受國民信賴。金等級冒險者。與劍之聖女同齡，曾救出被哥布林囚禁的劍之聖女，之後就一起組隊直至打倒魔王。後來卸下冒險者身分成為國王。
以借用戰祭司的名義拜訪劍之聖女時，從她的態度中發現她戀愛的事實。
王妹（聲：日高里菜）
國王的妹妹，也是該國的公主。有著和女神官相似的容貌，但身高與體態都比前者出色，讓女神官有些感嘆對方是自己的高級版本。
雖然能理解身為國王的兄長的辛勞，但也嚮往著自由的生活。
意圖成為冒險者卻被兄長拒絕，在反叛心理的驅動下利用友人的堂兄試圖逃離王都，於是假裝成士兵，在發現與自己長相相似的女神官後偷走了對方的裝備、冒險者的憑證成功離開。但事實上其舉動都被邪教徒與意謀不軌的貴族看在眼中，於是引來哥布林將其擄走，想將她作為復活邪神的祭品。
在哥布林殺手一行的努力下被救出，並對造成了其不便的女神官流淚謝罪。
事件在公開層面上被當成「遭哥布林綁架的貴族千金被救出」的傳聞，但是因為此次行動仍給王族帶來了不好的影響，於是負起責任皈依地母神、擔任起王家與地母神神殿之間的聯絡人，透過櫃臺小姐向女神官表示「不知道未來會如何，但希望能變得和妳一樣」的訊息，讓女神官感到頗為安慰。
金剛石騎士
市井小民之間傳聞中會提到的謎之騎士。穿著在黑夜中仍能綻放耀眼白光的鎧甲、盾牌、頭盔、護手。在王妹遭綁架的事件中登場，突襲了作為邪教徒根據地的貴族宅邸，並殲滅了在其中的邪教徒與惡德貴族。
真面目不詳，但看過其面容的邪教徒與貴族都因此大吃一驚（就是國王本王）。
黑披風密探
從屬金剛石騎士的女性，並執行諜報活動為主。
銀髮侍女
宮廷魔術師
金等級冒險者
近衛將軍
樞機卿
大臣

### 其他
劍士（聲：內匠靖明）
人類冒險者，白瓷等級，女神官最初組隊的冒險者之一。個性有些過於自信，認為自己的隊伍即使遇到龍也能取勝。最後因太過小看哥布林，以及武器不適合在狹窄的洞窟內揮舞而被哥布林打倒，最後死在哥布林手中。
女武鬥家（聲：石上靜香）
人類冒險者，白瓷等級，女神官最初組隊的冒險者之一。使用家傳的武術，攻擊方式以踢擊為主。所屬小隊因為太過大意而被哥布林全滅，女神官被隨後趕到的哥布林殺手所救，自己則因為被哥布林擄走作為洩慾工具而得以生還。
被哥布林殺手救出後，因為心靈創傷而無法繼續冒險者的工作，最後被送進神殿療養。
女魔法師（聲：小岩井小鳥）
人類冒險者，白瓷等級，女神官最初組隊的冒險者之一。魔法學院畢業的資優生，第六卷登場的紅髮少年魔法師的姊姊。被哥布林的塗毒短劍刺傷，因為女神官沒有解毒的神蹟，且隊友並未購買解毒劑，導致毒藥流遍全身，無法治癒而主動要求哥布林殺手殺死自己，最後被哥布林殺手成全自己最後的願望。因為這件事使她死後遭受魔法學院的蔑視和嘲笑，使其弟弟為了恢復姊姊的聲譽，誓向哥布林復仇。
牧場主人／舅舅（聲：林大地）
在邊境城鎮外經營牧場。牧牛妹的舅舅。收養失去父母的外甥女，並提供住所讓哥布林殺手借住。對哥布林殺手的感覺十分的複雜。嘴巴上說是哥布林殺手有付錢才讓他住在牧場，但似乎還有其它理由。
吟遊詩人（聲：速水獎）
將哥布林殺手的事蹟編成歌謠四處傳唱，也是告訴妖精弓手哥布林殺手所在之處的吟遊詩人。
對他而言，哥布林殺手就相當於白金等級的冒險者。
老師（聲：飛田展男）
年老的圃人。職業為忍者。偶然路過哥布林殺手被襲擊的故鄉，把倖存的他撿了回來，並在之後的5年教導他基本戰鬥技巧與正確的思考方式。言語惡毒，粗暴的教育方式幾乎形同虐待。擅長隱蔽技巧。據說在還沒撿回來哥布林殺手前曾有過徒弟，但其徒弟成為冒險者沒遵循教導他基本戰鬥技巧與正確的思考方式而死於非命。
在哥布林殺手離開前提出最後的問題，哥布林殺手到現在仍不知道那題的答案。
現在正教導著少年魔法師和圃人少女各種應變手段，在哥布林殺手外出工作時曾造訪過牧場，並與牧牛妹有過交流。
勇者（聲：島袋美由利）
在小說的間章登場的角色。女性，年僅15歲就立下打倒魔王的功績而成為白金等級冒險者的英雄。
孤兒院出身，天生就有破格等級的咒文連發能力，也沒有使用次數的限制。偶然間遭遇魔王軍的幹部、哥布林的首領時獲得了聖劍並將其擊敗而成為勇者。現在與劍聖（聲：戶松遙）、賢者（聲：井上穗乃花）一起組成小隊行動。
原型由於太像一個著名作品角色，所以在動畫髮色改成紅色。
與哥布林殺手默默地在不為人知的角落奮鬥的情況不同，為拯救世界而非常活躍且名聲響亮。是與哥布林殺手相比下有如超人般的存在。幼年曾與哥布林殺手相遇，但再會時並沒有認出來。
千金劍士→女商人（聲：上坂堇）
人類冒險者，職業為魔法戰士，與女神官同齡，女性，白瓷等級。名門貴族的千金大小姐，因為不想遵從父母安排的人生而跑出來當冒險者。
除了劍術才能外，也能使用雷電魔法。接受了委託要剿滅盤踞在雪山的哥布林族群，與夥伴們一起採用斷糧戰術，但卻低估了雪山的嚴苛環境，而遭小鬼聖騎士反將一軍，夥伴全被殘殺，自己也被對方俘虜凌虐而失貞，要作為給魔神的祭品。最後被哥布林殺手等人救出。之後剪掉長髮跟著哥布林殺手一行繼續討伐雪山堡壘的哥布林群，並在哥布林殺手的協助下奪回家傳的寶劍，爾後為了歸還寶劍給雙親而返回家鄉。
事件後有繼續與女神官和妖精弓手通信，並為了解除身上受到的邪神詛咒而待在劍之聖女所在的神殿。決定用另一種方式幫助冒險者，和劍之聖女一同資助冒險者訓練所的成立。
第八卷時以女商人的身分再次登場，向國王提供了強化冒險者訓練設施的意見，在知道王女遭綁架後，介紹哥布林殺手一行給國王讓他們去解決此事。
六人之英雄
外傳《鍔鳴的太刀》裡10年前在「死之迷宮」深處討伐魔神王的冒険者們。成員包括湾刀の術理を極めた頭目（外傳《鍔鳴的太刀》主角）、女魔術師（聲：市道真央）、蟲人僧侶（聲：武內駿輔）、森人斥候（聲：福島潤）、女戰士（聲：葉山郁美）和劍之聖女。
碎盾手
礦人道士的叔叔，職業為戰鎚兵，隸屬礦人王國的正規士兵。
狗臉士兵
獸人王國犬族的正規士兵，女性。非常瞧不起森人。在礦人道士、妖精弓手和蜥蜴僧侶組隊前，曾在酒館與妖精弓手發生過衝突，在此之前早已在酒館鬧事過不少次，連上司都拿她沒輒。
孤電的術士
《外傳：第一年》第二卷中登場的女性人類賢者，居住在邊境小鎮外的小屋中，被大多數冒險者認為是腦子有問題，有點瘋狂的怪人。
目標是跳出這個被神明當作棋盤的世界，為此探尋著特殊的關鍵道具而與找上門尋求協助的哥布林殺手合作，在得知哥布林殺手竟然只是為了殺死哥布林而需要她的幫助時感到特別意外。
為了完成冒險者公會制定怪物圖鑑的要求而找到哥布林殺手要他擔任保鑣，並教導了哥布林殺手許多有關哥布林的知識，讓他深受啟發並學習到了其針對性的思考模式。
於準備離開這個世界時又找到哥布林殺手擔任保鑣，在他多場與哥布林的浴血奮戰後肯定了他的行為與小鬼殺手的名號，最後將自己的小屋與失去跳脫這世界作用的《呼吸》戒指當作報酬送給了哥布林殺手後永遠的離開了這個世界。

### 神
「幻想」與「真實」（聲：悠木碧）
操控著本作世界的存在。構築了這個世界，並各以冒險者或魔物為棋，然後擲骰判定勝敗，以世界的掌控權為賭注展開彼此之間的「勝負」。有如TRPG的GM般的存在，除了這兩位神以外似乎還有其他的神存在著。對於無法用擲骰（命運、偶然）來決定其未來的哥布林殺手都有著很微妙的感覺。
覺知神
與引導冒險者的知識神似是而非的存在，會突然的授予人或不祈禱者各種邪惡的知識而被認定是邪神。與知識神會通過引導來傳授不同，會跳過一切過程直接給予如何直達最終目的的所有辦法，而沒有考慮過獲取該知識者之後所引發的災難。

### 不祈禱者
哥布林（聲：竹田海渡、小倉大輔、虎島貴明、高橋信、若山晃久、森嶋秀太、葉山翔太、渡邊允瑠）
本作中登場的魔物裡弱小的怪物。身高、体格、个性与行动模式，都酷似狡猾的小孩子又被稱作小鬼，森人的語言則稱為歐爾克。
在小說跟漫畫有一部分有關於它們的心境描敘的事，但動畫全部省掉
因為單體的威脅不大，在人称怪物的物种当中是最弱小的一种，加上討伐的報酬很低、新人冒險者或一般人就能將之驅逐，所以大多數的冒險者都不認為是很嚴重的問題，国家层面也没有过于注重防备（国防的重心主要放在防备魔王军）。数量很多，主要栖息在洞窟（剧情中出现有遗迹、山寨、下水道空间、雪山等）。拥有采掘技术，维持着部落形态，生态类似石器时代人类，没有专属文化。所有物品都用劫掠他者的方式取得。有施法者、骑兵、返祖者等多样化的亚种。實際上很狡猾，有著能在黑暗中看見物體的視覺與優秀的嗅覺，以在巢穴裡趁黑暗之際發動集团襲擊為主，冒險者在粗心大意下很容易被其得手，對新手冒險者來說是極可怕的對手。
個性非常的殘酷，會因為自己的快樂對俘虜到的人類施虐、拷問，女性不僅會遭到強姦（特定情況下會在事後被殺害），甚至還會被當成抵擋人類冒險團隊攻勢的擋箭牌。雖然沒有同伴意識，但群體中若有同類被冒險者殺掉的情況下會變得極為憤怒，並對加害的對象在抓住後施以苛刻的報復。
具有「掠奪」的特性，因此会袭击人类村落，學習能力很高，落单个体会吸收失败经验后成长重来，因此对待幼崽也不能掉以轻心。存活夠久的個體會逐漸學會製作毒藥、利用佔據的遺跡的陷阱，甚至還會使用船隻。生命力強大，即使在瀕死狀態也會試圖假死再趁機拖著敵人同歸於盡，哥布林殺手因此表示「他們雖笨，卻不傻」，並對其有很重的戒心。
由於只有雄性，為繁衍會抓捕人類或森人的女性做為母體在巢穴中生育後代，懷孕期間比人類短而且成長很快，另外若哥布林与其他物种交配，都会生出哥布林，没有例外。作者从未给出哥布林具体繁殖能力水平。最初论坛版创作时，哥布林杀手对女神女官说一周增加到15只，而小说、漫画和动画改成50只，并且指的是洞穴规模而非新生数量。有领导者的巢穴会合理利用母体繁殖，随领导者等级增加效率；无领导者的巢穴会直接玩死母体。放著不管一段時間的話就會變成大規模的勢力，在上位魔物的率領下能對巢穴外的目標造成極大的危害。
雖說個體弱小但群體大概在中等以上難度。
哥布林孩童
哥布林利用人類或森人的女性生下的孩子。常被新手冒險者放過一命，但不會忘記因同胞被殺而產生的仇恨，進而成長為更加危險的薩滿、英雄、鄉巴佬或王。
鄉巴佬/浪人、大哥布林（聲：山根雅史）
哥布林的打手，又被冒險者稱為「大個子（ビッグマン）」，介於普通哥布林與英雄中間的中階個體。通常是巢穴被毀之後的漏網之魚或是哥布林產生返祖現象的個體，因為在外遊蕩而實力提高，在一定的條件下會加入其他族群。戰力僅稍弱於英雄，對銀等以下的冒險者會造成很大的威脅。若同族群中沒有王、英雄、聖騎士或薩滿時，會成為族群的頭領，反之則會成為保鏢。
哥布林薩滿（聲：中西尚也）
哥布林的施法者，有別於英雄加強的是肉體能力，薩滿的智慧程度較為進化，已經能使用簡單的計謀，但是肉體能力僅稍強於普通哥布林。會使用魔法攻擊冒險者，其魔法實力在白瓷級魔法師之上。若一個哥布林群體裡有薩滿，會在巢穴入口及內部發現圖騰。若同族群之中沒有英雄、王或聖騎士，薩滿會成為領袖，反之則會成為保鏢。
哥布林騎兵
騎乘狼的哥布林騎兵。有餘裕的哥布林族群會飼養狼當作看門犬，並依此大規模移動四處襲擊，在缺乏糧食時則直接將狼殺掉充當食物。
哥布林英雄（ゴブリンチャンピオン，聲：山根雅史）
哥布林的中階個體，存活夠久的個體就會成長，體型比哥布林更為巨大、強壯而危險，但智慧並沒有多少提高。由於身經百戰，實力高於銀級冒險者。在一個有團體規模的哥布林之中，除哥布林王之外，可能就是由哥布林英雄所率領，足夠大的族群會開始有盤據與眷養野獸的意識。
哥布林王（ゴブリンロード，聲：井上和彥）
在哥布林之中進化為上位魔物的個體，屬於特化了統御力的哥布林，指揮能力相當於白金等級的冒險者，但是近身戰鬥力稍差，只比銀等冒險者稍強。只要沒在冒險者的討伐下被殺掉的話，哥布林就會透過學習到的經驗獲得成長，如果能活得夠久就會具有不亞於人類的高度智慧並學會人類語言，能率領大量哥布林襲擊規模較小的城鎮。
小鬼聖騎士
以雪山堡壘為巢穴，率領大批哥布林的哥布林聖騎士。具有極高的智慧，能活用鎧甲、斗篷等護具，也能確切的使用從千金劍士那裏奪來的寶劍。除此之外也在和冒險者們的戰鬥中學會了劍術，並有著不下於人類騎士的劍法與盾術。
小鬼邪神官
以死之迷宮為根據地的哥布林集團首領，手下的哥布林都有著奇怪的手形刺青，意圖以王妹為祭品復活邪神。
能依靠著邪惡的血祭之法令自己施展神術「聖壁」，但被女神官隨即施展的「淨化」使當作祭品的血液變為清水而失去聖壁，最後被哥布林殺手擊殺。
巨人
有著比小鬼英雄還巨大的身軀和腕力，雖然分類上是高等魔物，但智慧比哥布林還低，只會依照本能去行動。極少部分會和哥布林一起行動，主要擔任守門人或前鋒肉盾。
巨魔（聲：各務立基）
食人鬼，魔王的屬下。即使是銀等級冒險者小隊也要苦戰的強敵。有著凌駕在人類之上的肉體能力與力量，能理解人類的語言並能溝通。具有即使眼睛被破壞也能再生的恢復能力，在冒險者之中有著巨魔能以一己之力獨戰眾多對手奮戰百日，最後仍能毫髮無傷的勝利的傳聞。
利用森人的古代遺跡組織哥布林，然後打算率領這軍勢去襲擊城鎮造成破壞，但被哥布林殺手等人提前發現阻止，自己也死在哥布林殺手密藏的魔法卷軸之下。
凝視者
「混沌」陣營的士兵，潛伏在水之都地下的不祈禱者之一。由於是屬於不能直呼其名的怪物，因此被哥布林殺手叫做「大眼怪」。水之都的地下遺跡的某個房間中，負責守護房間中的轉移鏡，剛開始一度壓制哥布林殺手的隊伍，後來被哥布林殺手用計謀擊殺。
闇人
闇人的邪教徒，受到邪神的啟示，為復活魔王而準備祭品於暗中活躍著。之後率領哥布林集團，並召喚神話時代的多臂巨人襲擊剛舉辦完收穫祭的城鎮。但是巨人被勇者、哥布林集團被哥布林殺手消滅，最後被哥布林殺手以哥布林的塗毒匕首殺死。其他的闇人也有選擇與人類共存者，如在水之都就有著闇人所開設的商店。
百臂巨人
被闇人召喚出來的巨人。戰鬥特化型，能以藏於無數手臂中的權能戰鬥肆虐，最後被勇者所殺。
魔王
又稱為魔神王，是對世界造成極大威脅的惡魔們的首領。會定期的出現在世界上，一般來說只有白金等級的冒險者才能將其打倒、消滅。小說第一卷間章在勇者擊敗魔神王的部下後，並沒有過多久就被勇者打倒。10年前出現的魔王則被劍之聖女所屬的小隊給消滅。

## 用語

### 地理、國家、組織
四方世界
由《秩序》和《混沌》兩方的神以世界的支配權為賭注，所創造出的「棋盤」。雙方以上面生活著的冒險者和魔物當作「棋子」、以《命運》和《偶然》為骰子左右棋子的命運。
神並不把棋子當成遊戲的道具，而是真心喜愛著每一個的存在，並為他們的冒險故事欣喜與擔憂。
绿月
夜空上的巨大绿色月亮，哥布林杀手的姐姐所说哥布林的由来。
邊境小鎮
哥布林殺手作為據點的城市。
有著地母神的神殿、冒險者公會的分部，郊區也有牧場，是個實際上頗為繁華的城市。在秋天會舉行收穫祭，並有地母神的神官會在入夜後舉行祀事，居民也會施放天燈祈願。
水之都
劍之聖女所在的城市。
西方邊境最大的城市，故事中曾表示比邊境小鎮的規模更大，設有至高神的神殿兼裁判所。地下有著古文明所建造的龐大地下水道建築。
雪山堡壘
位於北方雪山的堡壘，過去是由礦人所建造、為該地領主的居城。領主死後變成廢墟，之後被小鬼聖騎士率領手下給占領當成巢穴。
王都
王國的首都，也是最大的都市。
死之迷宮
位於王都北方的迷宮，共有地下十層。10年前被復活的魔王當成根據地。
為了與之對抗，人們在迷宮前蓋起要塞都市作為冒險者的據點進行對峙，不過在魔王被打倒後就廢棄了。
冒險者公會
管理冒險者們的組織。與職業公會不同，不具有教育和保護冒險者的職責，而是擔任委託仲介所的角色。
工作內容除了發表、接受委託，也負責裁定冒險者的等級與信用關係。對冒險者並無強制的約束力，冒險者本身安危自負。不過由於新進冒險者傷亡率居高不下，公會目前已有雇用已引退的冒險者來開設訓練場的計畫。
冒險者的等級
公會對冒險者所做出的等級評價。從最高級的開始為：白金、金、銀、銅、紅玉、碧玉、青玉、鋼鐵、黑曜、白瓷共十個等級。其中白金等級為史上寥寥幾人、「傳說中的勇者」才能獲得的等級。冒险者的等级是以贡献度为基准的，也有人称之为经验点，总之是完成任务后获得的报酬。一个冒险者有了一定报酬的积累，再加上冒险者公会对其人品的考察，都合格的话就可以升级。屠杀对人类社会没有威胁的龙族是无法作为贡献度考量，因而可能存在实力超群却等级不高的冒险者。
- 白金：规格之外，史上也只有几个人达到的等级，勇者默认等级。
- 金、银、铜：实力和信用兼备，最优秀的一层。金等級則是處理過國家級危難的極稀有份子，多為掌權人士，因此銀等級為在野冒險者實質上所能達到的最高等級。
- 红玉、翠玉、青玉：中坚战力，但人员数量有点断层，青黄不接。
- 钢铁、黑曜、白瓷：新人，还处于不习惯冒险，相当危险的时期。

一般冒險者在加入公會後一律由白瓷等級開始，然後依照「過去的酬勞金額」、「對社會的貢獻」、「以面談方式確認、審核對方的人格」（也有人將三者總和通稱為「經驗值」）來評價是否能升級，只要升級就能接下更高難度的工作委託。
品格與社會聲譽是最重要的評分標準，人格惡劣或來歷不明者，即使實力高強也得不到晉升。
冒險者
為了自己的理想或野心，而從屬於冒險者公會之下的人們的稱呼。不分種族皆可在公會登錄為冒險者，然後接受公會所在地點的城市與村鎮所提出的委託換取酬金以維持生計。
其擁有的等級可以算是一種身分的憑證，等級若是太低所受到的待遇則會和一般人無異，甚至更低等。
訓練場
設立在邊境小鎮附近的訓練設施。所在地原為哥布林殺手和牧牛妹已毀滅的故鄉。
由於公會本身不負責訓練新手冒險者，使新人的傷亡率居高不下，讓冒險者之間呈現出缺乏有力的中間階層的窘境。此地即為此委請現役或退休的冒險者來培育新人的場所。
本來建設此設施的進展頗為緩慢，但在千金劍士的贊助下已接近完成。
冒險者旅店
冒險者公會的前身，為了支援勇者的行動而建立。
目前已退下冒險者與委託任務間的仲介角色，轉變成冒險者常光顧的旅店兼酒店。
神殿與諸神
為四方世界的種族所信奉的神祇或異形之物。
至高神
掌管法律的神，神殿也會兼當裁判所使用。象徵物是天秤與劍的組合物，即是劍之聖女手中持有的武器。
地母神
主要是農村所信奉的神，女神官就是出身於此神的神殿之下。
其他神殿與諸神們
本作中有提到，還有知識神、交易神、和戰女神之類的其他神祇。
覺知神
與知識神相似又不同，知識神是給予尋求知識的方向和靈感，但覺知神則是直接給予知識，且從不在乎後果，因而被世人認定為邪神。像是不祈禱者中的哥布林也會授予其智慧。

### 種族
只人
即人類，統治世界的主要種族之一，與森人、礦人等其他種族分別劃地而治，魔王現世時合作抵抗，其餘時間互不干涉。
森人
近似於其他作品的精靈，居住在森林之中，生命悠長。擅於箭術，種族特徵是一對長耳朵和以只人的標準來說極為出色的容貌。壽命約有千年以上，成長緩慢，青年時期很長。
上森人
純血的森人又被稱為「上森人」，耳朵比混血的森人要長，在人類世界中極為少見。
闇人
森人的亞種，相當於其它作品中的黑暗精靈，其祖先因為信仰魔神而從森人族群中脫離，皮膚也變成黑褐色。
以復活魔王為目的在世界各地活躍，但是也有少數闇人厭倦黑暗，脫離族群成為冒險者。
礦人
近似於其他作品的矮人，居住在礦山之中，擅長打鐵與操縱土元素。身高只有人類的一半高，愛喝烈酒，在人類世界中較為多見。
蜥蜴人
居住於沼澤地深處的獨特種族，信奉龍為「父祖」，鮮少與外界接觸。戰鬥能力不凡，深信只要不斷打倒「不祈禱者」就可以化身為龍。有著獨特的神話觀，其中也有信奉渾沌的族群存在。
圃人
近似於於托爾金小說中的哈比人，身形瘦小行動敏捷，身高比礦人還要再矮一些。因為身材的緣故，大部分會選擇斥候或盜賊作為職業。由於圃人斥候經常傳出私吞寶物的糾紛，導致圃人一族的名聲越來越差。
獸人
外觀上與只人基本相同，只是身上有部分獸類特徵（如毛耳朵、尾巴），在只人國度中十分常見。
蟲人
有著人類的軀體和昆蟲頭部的種族。
腮人
居於沿海地區的種族，類似魚人，由於在當地俗稱「海哥布林」而遭到櫃檯小姐誤會，安排交付的委託給哥布林殺手。

### 魔法
魔法、奇蹟
在本作的魔法，是可以透過咒文改變世界的法則、或是透過精靈引發的超常現象。而向神或祖先祈禱，也能引發被稱為奇蹟的超常能力。
拥有天赋的人才能使用魔法。不同人不同魔法使用的MP不一样而决定使用次数，普遍每人只能使用3次魔法。共通點是都會消耗使用者的精神力、體力或是觸媒。由於有「一天內只能使用一定次數」的限制，所以使用上要相當之慎重。
本作和RPG遊戲主要以消耗一定魔法值不同，比較類似於sorcery、龍與地下城、巫術系列這些作品的魔法系統。

## 出版書籍

### 輕小說
哥布林殺手
本篇，插畫：神奈月昇
| 集數 | SB Creative    | SB Creative            | SB Creative            | 尖端出版                  | 尖端出版                                    |
| 集數 | 發售日期       | ISBN                   | 限定版 ISBN            | 發售日期                  | ISBN／EAN                                   |
| ---- | -------------- | ---------------------- | ---------------------- | ------------------------- | ------------------------------------------- |
| 1    | 2016年2月13日  | ISBN 978-4-7973-8615-8 | 不適用                 | 2016年8月12日             | ISBN 978-957-10-6705-6                      |
| 2    | 2016年5月13日  | ISBN 978-4-7973-8752-0 | 不適用                 | 2016年12月16日            | ISBN 978-957-10-7069-8 EAN 471-296635-131-2 |
| 3    | 2016年9月15日  | ISBN 978-4-7973-8834-3 | 不適用                 | 2017年2月3日 2017年2月2日 | ISBN 978-957-10-7185-5 EAN 471-296635-144-2 |
| 4    | 2017年1月13日  | ISBN 978-4-7973-8955-5 | ISBN 978-4-7973-8956-2 | 2017年8月10日             | ISBN 978-957-10-7525-9 EAN 471-296635-258-6 |
| 5    | 2017年5月15日  | ISBN 978-4-7973-9158-9 | 不適用                 | 2017年11月9日             | ISBN 978-957-10-7804-5                      |
| 6    | 2017年9月15日  | ISBN 978-4-7973-9159-6 | ISBN 978-4-7973-9160-2 | 2018年8月17日             | ISBN 978-957-10-8046-8                      |
| 7    | 2018年3月15日  | ISBN 978-4-7973-9161-9 | ISBN 978-4-7973-9529-7 | 2019年1月21日             | ISBN 978-957-10-8438-1                      |
| 8    | 2018年10月11日 | ISBN 978-4-7973-9809-0 | ISBN 978-4-7973-9808-3 | 2019年5月16日             | ISBN 978-957-10-8542-5                      |
| 9    | 2018年12月15日 | ISBN 978-4-8156-0095-2 | ISBN 978-4-7973-9811-3 | 2020年1月31日             | ISBN 978-957-10-8794-8                      |
| 10   | 2019年3月15日  | ISBN 978-4-7973-9809-0 | ISBN 978-4-8156-0095-2 | 2020年7月30日             | ISBN 978-957-10-8980-5                      |
| 11   | 2019年9月13日  | ISBN 978-4-8156-0330-4 | 不適用                 | 2021年5月7日              | ISBN 978-957-10-9997-2                      |
| 12   | 2020年2月14日  | ISBN 978-4-8156-0333-5 | ISBN 978-4-8156-0332-8 | 2022年2月10日             | ISBN 978-626-31-6345-4                      |
| 13   | 2020年10月14日 | ISBN 978-4-8156-0640-4 | 不適用                 | 2022年7月29日             | ISBN 978-626-33-8016-5                      |
| 14   | 2021年3月12日  | ISBN 978-4-8156-0812-5 | ISBN 978-4-8156-0811-8 | 2022年11月10日            | ISBN 978-626-33-8570-2                      |
| 15   | 2021年9月14日  | ISBN 978-4-8156-1192-7 | 不適用                 | 2023年4月7日              | ISBN 978-626-35-6409-1                      |
| 16   | 2022年7月15日  | ISBN 978-4-8156-1346-4 | ISBN 978-4-8156-1345-7 | 2023年7月6日              | ISBN 978-626-35-6680-4                      |

哥布林殺手外傳：第一年
外傳，插畫：足立慎吾
| 集數 | SB Creative    | SB Creative            | 尖端出版       | 尖端出版               |
| 集數 | 發售日期       | ISBN                   | 發售日期       | ISBN                   |
| ---- | -------------- | ---------------------- | -------------- | ---------------------- |
| 1    | 2018年3月15日  | ISBN 978-4-7973-9041-4 | 2018年11月22日 | ISBN 978-957-10-8366-7 |
| 2    | 2018年11月15日 | ISBN 978-4-7973-9810-6 | 2019年10月9日  | ISBN 978-957-10-8726-9 |
| 3    | 2022年12月15日 | ISBN 978-4-8156-1283-2 | 2024年7月25日  | ISBN 978-626-40-3028-1 |
| 4    | 2024年9月14日  | ISBN 978-4-8156-2491-0 |                |                        |

哥布林殺手外傳2：鍔鳴的太刀
外传，2018年9月27日开始在GANGAN GA和MANGA UP!连载，著：蝸牛くも，插画：lack
| 集數 | SB Creative    | SB Creative            | 尖端出版      | 尖端出版               |
| 集數 | 發售日期       | ISBN                   | 發售日期      | ISBN                   |
| ---- | -------------- | ---------------------- | ------------- | ---------------------- |
| 1    | 2019年8月9日   | ISBN 978-4-7973-9835-9 | 2021年8月19日 | ISBN 978-626-30-8335-6 |
| 2    | 2020年11月12日 | ISBN 978-4-8156-0368-7 | 2022年3月17日 | ISBN 978-626-31-6554-0 |
| 3    | 2022年4月14日  | ISBN 978-4-8156-0369-4 | 2023年1月31日 | ISBN 978-626-33-8804-8 |

### 漫畫
哥布林殺手
本篇，黑瀨浩介作畫
| 集數 | 史克威爾艾尼克斯 | 史克威爾艾尼克斯       | 尖端出版       | 尖端出版               |
| 集數 | 發售日期         | ISBN                   | 發售日期       | ISBN／EAN              |
| ---- | ---------------- | ---------------------- | -------------- | ---------------------- |
| 1    | 2016年9月13日    | ISBN 978-4-7575-5116-9 | 2017年2月8日   | ISBN 978-957-10-7244-9 |
| 2    | 2017年2月25日    | ISBN 978-4-7575-5258-6 | 2017年7月31日  | ISBN 978-957-10-7619-5 |
| 3    | 2017年9月13日    | ISBN 978-4-7575-5471-9 | 2017年12月15日 | ISBN 978-957-10-7901-1 |
| 4    | 2018年3月13日    | ISBN 978-4-7575-5603-4 | 2018年8月17日  | ISBN 978-957-10-8236-3 |
| 5    | 2018年9月25日    | ISBN 978-4-7575-5860-1 | 2019年1月21日  | ISBN 978-957-10-8419-0 |
| 6    | 2018年12月13日   | ISBN 978-4-7575-5944-8 | 2019年6月3日   | ISBN 978-957-10-8553-1 |
| 7    | 2019年6月25日    | ISBN 978-4-7575-6175-5 | 2019年12月9日  | ISBN 978-957-10-8739-9 |
| 8    | 2019年11月25日   | ISBN 978-4-7575-6388-9 | 2020年7月30日  | ISBN 978-957-109-028-3 |
| 9    | 2020年2月12日    | ISBN 978-4-7575-6521-0 | 2021年2月4日   | ISBN 978-957-109-320-8 |
| 10   | 2020年10月12日   | ISBN 978-4-7575-6904-1 | 2021年8月1日   | ISBN 978-626-30-8879-5 |
| 11   | 2021年4月24日    | ISBN 978-4-7575-7219-5 | 2022年2月1日   | ISBN 978-626-31-6408-6 |
| 12   | 2021年12月25日   | ISBN 978-4-7575-7650-6 | 2023年1月31日  | ISBN 978-626-35-6013-0 |
| 13   | 2022年8月25日    | ISBN 978-4-7575-8090-9 | 2024年2月6日   | ISBN 978-626-37-7530-5 |
| 14   | 2023年5月25日    | ISBN 978-4-7575-8582-9 | 2024年12月5日  | ISBN 978-626-40-3095-3 |
| 15   | 2024年3月25日    | ISBN 978-4-7575-9117-2 |                |                        |
| 16   | 2025年2月25日    | ISBN 978-4-7575-9693-1 |                |                        |

哥布林殺手外傳：第一年
外傳，榮田建人作畫
| 集數 | 史克威爾艾尼克斯 | 史克威爾艾尼克斯       | 尖端出版       | 尖端出版               |
| 集數 | 發售日期         | ISBN                   | 發售日期       | ISBN／EAN              |
| ---- | ---------------- | ---------------------- | -------------- | ---------------------- |
| 1    | 2018年3月13日    | ISBN 978-4-7575-5653-9 | 2019年1月21日  | ISBN 978-957-10-8418-3 |
| 2    | 2018年9月25日    | ISBN 978-4-7575-5861-8 | 2019年6月3日   | ISBN 978-957-10-8554-8 |
| 3    | 2018年12月13日   | ISBN 978-4-7575-5945-5 | 2019年8月1日   | ISBN 978-957-10-8643-9 |
| 4    | 2019年6月25日    | ISBN 978-4-7575-6176-2 | 2020年6月19日  | ISBN 978-957-10-8960-7 |
| 5    | 2019年11月25日   | ISBN 978-4-7575-6389-6 | 2020年7月30日  | ISBN 978-957-10-9029-0 |
| 6    | 2020年10月12日   | ISBN 978-4-7575-6905-8 | 2021年4月20日  | ISBN 978-957-10-9437-3 |
| 7    | 2021年4月24日    | ISBN 978-4-7575-7220-1 | 2022年9月20日  | ISBN 978-626-33-8364-7 |
| 8    | 2021年12月25日   | ISBN 978-4-7575-7651-3 | 2023年10月18日 | ISBN 978-626-37-7058-4 |
| 9    | 2022年8月25日    | ISBN 978-4-7575-8091-6 | 2024年5月21日  | ISBN 978-626-37-7814-6 |
| 10   | 2023年5月25日    | ISBN 978-4-7575-8583-6 |                |                        |
| 11   | 2023年10月25日   | ISBN 978-4-7575-8868-4 |                |                        |
| 12   | 2024年3月25日    | ISBN 978-4-7575-9118-9 |                |                        |
| 13   | 2025年2月25日    | ISBN 978-4-7575-9694-8 |                |                        |

哥布林殺手：嶄新的一天
外傳，池野雅博作畫、全2卷
| 集數 | 史克威爾艾尼克斯 | 史克威爾艾尼克斯       | 尖端出版     | 尖端出版               |
| 集數 | 發售日期         | ISBN                   | 發售日期     | ISBN                   |
| ---- | ---------------- | ---------------------- | ------------ | ---------------------- |
| 1    | 2018年9月25日    | ISBN 978-4-7575-5862-5 | 2020年2月4日 | ISBN 978-957-10-5037-9 |
| 2    | 2019年6月25日    | ISBN 978-4-7575-6177-9 | 2020年2月4日 | ISBN 978-957-10-5069-0 |

哥布林杀手外传2：锷鸣太刀
于2018年12月28日开始在GANGAN ONLINE和MANGA UP!连载，作画是水口鹰志，2019年4月25日宣布中止连载。
哥布林杀手外传2：锷鸣太刀（新版）
新版漫画于2019年8月30日开始在MANGA UP!连载，作画是青木翔吾。
| 集數 | 史克威爾艾尼克斯 | 史克威爾艾尼克斯       | 尖端出版       | 尖端出版               |
| 集數 | 發售日期         | ISBN                   | 發售日期       | ISBN                   |
| ---- | ---------------- | ---------------------- | -------------- | ---------------------- |
| 1    | 2020年2月12日    | ISBN 978-4-7575-6522-7 | 2021年2月4日   | ISBN 978-957-109-321-5 |
| 2    | 2020年10月12日   | ISBN 978-4-7575-6733-7 | 2021年4月20日  | ISBN 978-957-109-438-0 |
| 3    | 2021年4月24日    | ISBN 978-4-7575-7221-8 | 2022年9月20日  | ISBN 978-626-338-365-4 |
| 4    | 2021年12月25日   | ISBN 978-4-7575-7652-0 | 2023年10月18日 | ISBN 978-626-377-059-1 |
| 5    | 2022年8月25日    | ISBN 978-4-7575-8092-3 | 2024年9月13日  | ISBN 978-626-403-111-0 |
| 6    | 2023年5月25日    | ISBN 978-4-7575-8584-3 |                |                        |
| 7    | 2024年3月25日    | ISBN 978-4-7575-9119-6 |                |                        |
| 8    | 2025年2月25日    | ISBN 978-4-7575-9695-5 |                |                        |

哥布林殺手：生活中的一天
作畫、全3卷
| 集數 | 史克威爾艾尼克斯 | 史克威爾艾尼克斯       |
| 集數 | 發售日期         | ISBN                   |
| ---- | ---------------- | ---------------------- |
| 1    | 2023年5月25日    | ISBN 978-4-7575-8585-0 |
| 2    | 2024年3月25日    | ISBN 978-4-7575-9120-2 |
| 3    | 2025年2月25日    | ISBN 978-4-7575-9696-2 |

## 广播剧
2016年8月11日宣布Drama CD化，2017年1月起陆续发售。
- 脚本：蝸牛くも
- 第1弹『我が家への帰還』（第4卷特装版收录）
- 第2弹『今日は良い日(グッドデイ・トゥデイ)』（第6卷特装版收录）
- 第3弹『プリーステス・ソリティア』（第7卷特装版收录）
- 第4弹『レコード・オブ・ゴブリンスレイ』（第8卷特装版收录）
- 第5弹『マン・ウィズ・ザ・ミッション ガール・ウィズ・ザ・パッション』（第10卷特装版收录）

#### CAST
- 哥布林杀手：梅原裕一郎
- 女神官：小仓唯
- 妖精弓手：东山奈央
- 牧牛妹：井口裕香
- 柜台小姐：内田真礼
- 矿人道士：中村悠一
- 蜥蜴僧侣：杉田智和
- 魔女：日笠阳子
- 长枪手：松冈祯丞
- 重战士：滨野大辉
- 女骑士：藤井雪代
- 剑之圣女：远藤绫
- 见习圣女：伊藤彩沙
- 新手战士：前田诚二
- 少年斥候：若山晃久
- 少女巫术士：原田彩枫
- 牧场主：林大地

## 電視動畫
2018年10月6日至12月30日播放於AT-X，動畫旁白由悠木碧擔任。全12集。

中国大陆网络播放版权由爱奇艺独家取得，定名为《哥布林猎人》，长度有少量删减画面、模糊出血镜头后播放。
2021年1月31日，在網路上公布的『GA FES 2021 〜GA 15th Anniversary〜』上宣布了將製作第二季的消息。

### 製作人員
- 原作：蝸牛くも（GA文庫/SB Creative）
- 原作插畫：神奈月昇
- 監督：尾崎隆晴
- 系列構成、腳本：倉田英之
- 腳本：黑田洋介
- 人物設計、總作畫監督：永吉隆志
- 音樂：末廣健一郎
- 動畫製作：WHITE FOX

### 主題曲
第1期
片頭曲《Rightfully》（第2－12話）
作詞：momocashew，作曲：momocashew、Yamato Kasai，編曲：Yamato Kasai、Yukihito Mitomo、Shoto Yoshida，主唱：Mili
第1話未使用
片尾曲《銀の祈誓》（第2－11話）
作詞、作曲、主唱：SORARU，編曲：大西省吾
第1話、第12話未使用，第7話（電視台播放版本）使用下方標示的插曲作為該集的片尾曲，而網絡播放版本則沿用。
插入曲
《Though Our Paths May Diverge》（第7話）
作詞：momocashew，作曲：momocashew、Yamato Kasai，編曲：Yamato Kasai，主唱：Mili
第7話（網絡播放版本）沒有使用此插曲，但仍有於片尾內標示此曲。
《Within》（第12話）
作詞：momocashew，作曲：momocashew、Yamato Kasai，編曲：Yamato Kasai，主唱：Mili
第12話作片尾曲时使用。
OVA主題曲《Within》
主唱：Mili，作詞：Cassie Wei，作曲：Yamato Kasai、Cassie Wei，編曲：Yamato Kasai
第2期
片頭曲《Entertainment》
主唱：Mili，作詞：Cassie Wei，作曲：Cassie Wei、Yamato Kasai，編曲：Yamato Kasai、arai tasuku
片尾曲
主唱：中島由貴，作詞、作曲：敬也-amazuti-，編曲：amazuti
第12話未使用

### 各話列表
| 話數     | 日文標題 | 中文標題                 | 劇本     | 分鏡       | 演出              | 作畫監督                                                                                               | 總作畫監督                 | 首播日期       | 原作              |
| 第1期    | 第1期    | 第1期                    | 第1期    | 第1期      | 第1期             | 第1期                                                                                                  | 第1期                      | 第1期          | 第1期             |
| -------- | -------- | ------------------------ | -------- | ---------- | ----------------- | --- | -------------------------- | -------------- | ----------------- |
| 第一話   |          | 某批冒險者的結局         | 倉田英之 | 尾崎隆晴   | 尾崎隆晴          | 永吉隆志                                                                                               | 永吉隆志                   | 2018年 10月7日 | 第一卷            |
| 第二話   |          | 專殺小鬼之人             | 黑田洋介 | 尾崎隆晴   | 宮原秀二          | 小野晃、菊地功一 西村幸惠                                                                              | 永吉隆志                   | 10月14日       | 第一卷            |
| 第三話   |          | 意想不到的訪客           | 倉田英之 | 古賀一臣   | 古賀一臣          | 二宮奈那子、加藤明日美                                                                                 | 永吉隆志                   | 10月21日       | 第一卷            |
| 第四話   |          | 強者們                   | 倉田英之 | 迫井政行   | 迫井政行          | 藤木奈奈、正金時直子                                                                                   | 永吉隆志                   | 10月28日       | 第一卷            |
| 第五話   |          | 冒險與日常               | 黑田洋介 | 古賀一臣   | 古賀一臣          | 岩垂瑞樹、室山祥子 今岡律之、館崎大                                                                    | 永吉隆志                   | 11月4日        | 第二卷 部分第四卷 |
| 第六話   |          | 水之都的小鬼殺手         | 黑田洋介 | 高木啟明   | 高木啟明          | 永井里奈、                                                                                               | 永吉隆志                   | 11月11日       | 第二卷            |
| 第七話   |          | 邁向死亡                 | 黑田洋介 | 尾崎隆晴   | 尾崎隆晴          | 永吉隆志、井川典惠                                                                                     | 永吉隆志                   | 11月18日       | 第二卷            |
| 第八話   |          | 耳語、祈禱與詠唱         | 倉田英之 | 久保雄介   | 久保雄介          | 中村進也、加藤明日美 二宮奈那子、相澤秀亮                                                              | 永吉隆志                   | 11月25日       | 第二卷            |
| 第九話   |          | 前往、歸來               | 倉田英之 | 小澤一浩   | 路比塚徘優人      | 中田正彥、永井奈 正金時直子                                                                            | 永吉隆志                   | 12月2日        | 第二卷            |
| 第十話   |          | 在打盹之中               | 黑田洋介 | 神谷純     | 宮原秀二          | 小野晃、菊地功一 西村幸惠                                                                              | 永吉隆志                   | 12月9日        | 第一卷            |
| 特別篇   |          | 冒險者記錄用紙           | 不適用   | 不適用     | 不適用            | 不適用                                                                                                 | 不適用                     | 12月16日       | 不適用            |
| 第十一話 |          | 冒險者的宴歡             | 倉田英之 | 川村賢一   | 川村賢一          | 稻吉智重、木宮亮介 平村直紀、中村進也                                                                  | 永吉隆志                   | 12月23日       | 第一卷            |
| 第十二話 |          | 某個冒險者的結局         | 倉田英之 | 尾崎隆晴   | 尾崎隆晴          | 若山和人、井川典惠 藤木奈奈、正金寺直子                                                                | 永吉隆志                   | 12月30日       | 第一卷            |
| 第2期    |          |                          |          |            |                   | |                            |                |                   |
| 第一話   |          | 稀鬆平常的春天某日       | 倉田英之 | 高田美里   | 高田美里          | 本田敬一、太田宣貴 宮田奈保美                                                                          | 石山寬 服部聰志            | 2023年 10月6日 | 第六卷            |
| 第二話   |          | 紅髮的少年魔術師         | 倉田英之 | 高田美里   | 吉田俊司          | 宮田奈保美、藤田正幸 伊藤大翼、高橋敦子 佐佐木彩香、新田拓實 古賀五十六、太田宣貴 飯飼一幸、木下由美子 | 寺尾憲治                   | 10月13日       | 第六卷            |
| 第三話   |          | 郊外的訓練場             | 倉田英之 | 坂田純一   | 關野關十          | 石山寬、古賀五十六 太田宣貴、橋本穗高 森悅史、花澤友梨 奧野倫史、高田浩美、UEC                         | 石山寬 古賀五十六          | 10月20日       | 第六卷            |
| 第四話   |          | 然後，前去冒險           | 倉田英之 | 西田正義   | 水本葉月          | 藤田正幸、太田宣貴 Vercreek、新田拓實 宮田奈保美、高田浩美 古賀五十六、飯飼一幸 木下由美子             | 寺尾憲治 森田實            | 10月27日       | 第六卷            |
| 第五話   |          | 嚙切丸，前往南方河川     | 倉田英之 | 西澤晉     | 佐本三國          | 高橋敦子、內藤伊之介 佐佐木彩香                                                                        | 伊藤大翼 橋本純一          | 11月3日        | 第七卷            |
| 第六話   |          | 森人王之森               | 倉田英之 | 奧村吉昭   | 木村佳嗣          | 藤田正幸、太田宣貴 宮田奈保美、生田目康裕 松本綠、新田拓實 高田浩美                                    | 石山寬 佐藤千春            | 11月10日       | 第七卷            |
| 第七話   |          | 叢林巡航                 | 倉田英之 | 古賀五十六 | 古賀五十六        | 古賀五十六、新田拓實 中島駿、森悅史 大野勉、佐藤千春 太田宣貴、佐佐木彩香                              | 古賀五十六                 | 11月17日       | 第七卷            |
| 第八話   |          | 黑暗深處                 | 倉田英之 | 坂田純一   | 吉田俊司          | 高橋敦子、井元一彰 藤田正幸、飯飼一幸                                                                  | 寺尾憲治 伊藤大翼 森田實   | 11月24日       | 第七卷            |
| 第九話   |          | 過去的青春，現在的灰燼   | 倉田英之 | 清水聰     | 高田美里 關野關十 | 新田拓實、生田目康裕 森悅史、太田宣貴 本田敬一                                                         | 石山寬 柑原豆真            | 12月1日        | 第八卷            |
| 第十話   |          | 都城的冒險               | 倉田英之 | 半田大貴   | 半田大貴          | 古賀五十六、藤田正幸 宮田奈保美、香田智樹 內野明雄、松本綠 小澤圓、中島駿                              | 森田實 古賀五十六 新田拓實 | 12月8日        | 第八卷            |
| 第十一話 |          | 王女受難                 | 倉田英之 | 奧村吉昭   | 佐本三國          | 高橋敦子、太田宣貴 北島勇樹、森悅史 生田目康裕、寺尾憲治 新田拓實                                      | 石山寬                     | 12月15日       | 第八卷            |
| 第十二話 |          | 祈禱啊，是否傳達給上天了 | 倉田英之 | 坂本一也   | 播磨優            | 高橋敦子、宮田奈保美 阿部弘樹、北島勇樹 小澤圓、後藤孝宏 內野明雄、齋藤格 森田實、柑原豆真             | 寺尾憲治 柑原豆真          | 12月22日       | 第八卷            |

### 播映平台
| 播映地區 | 播映平台                   | 播映日期                 | 播映時間              | 備註      |
| 第1期    | 第1期                      | 第1期                    | 第1期                 | 第1期     |
| -------- | -------------------------- | ------------------------ | --------------------- | --------- |
| 台灣     | 巴哈姆特動畫瘋             | 2018年10月7日－12月30日  | 星期日 01:00（UTC+8） |           |
| 台灣     | CHOCO TV→LINE TV           | 2018年10月7日－12月30日  | 星期日 01:00（UTC+8） |           |
| 台灣     | LiTV 線上影視              | 2018年10月7日－12月30日  | 星期日 01:00（UTC+8） |           |
| 香港     | Viu OTT                    | 2018年10月7日－12月30日  | 星期日 01:00（UTC+8） |           |
| 中國大陸 | 愛奇藝                     | 2018年10月7日－12月30日  | 星期日 01:00（UTC+8） | [ 註 23 ] |
| 台灣     | 愛奇藝台灣站               | 全集上架                 | 全集上架              | [ 註 23 ] |
| 香港     | Viu 頻道自選服務           | 全集上架                 | 全集上架              |           |
| 部分地區 | Netflix                    | 全集上架                 | 全集上架              |           |
| 第2期    |                            |                          |                       |           |
| 台灣     | 巴哈姆特動畫瘋             | 2023年10月6日－12月22日  | 星期五 21:30（UTC+8） |           |
| 台灣     | Muse木棉花-TW（YouTube）   | 2023年10月6日－12月22日  | 星期五 21:30（UTC+8） |           |
| 台灣     | 愛奇藝國際版               | 2023年10月6日－12月22日  | 星期五 21:30（UTC+8） |           |
| 台灣     | KKTV                       | 2023年10月6日－12月22日  | 星期五 21:30（UTC+8） |           |
| 台灣     | LINE TV                    | 2023年10月6日－12月22日  | 星期五 21:30（UTC+8） |           |
| 台灣     | LiTV                       | 2023年10月6日－12月22日  | 星期五 21:30（UTC+8） |           |
| 台灣     | Ofiii 歐飛                 | 2023年10月6日－12月22日  | 星期五 21:30（UTC+8） |           |
| 台灣     | friDay影音                 | 2023年10月6日－12月22日  | 星期五 21:30（UTC+8） |           |
| 台灣     | MyVideo                    | 2023年10月6日－12月22日  | 星期五 21:30（UTC+8） |           |
| 台灣     | Hami Video                 | 2023年10月6日－12月22日  | 星期五 21:30（UTC+8） |           |
| 台灣     | 中華電信MOD                | 2023年10月6日－12月22日  | 星期五 21:30（UTC+8） |           |
| 台灣     | 中嘉bb寬頻.bbTV            | 2023年10月6日－12月22日  | 星期五 21:30（UTC+8） |           |
| 台灣     | CATCHPLAY+                 | 2023年10月6日－12月22日  | 星期五 21:30（UTC+8） |           |
| 香港     | Viu OTT                    | 2023年10月6日－12月22日  | 星期五 21:30（UTC+8） |           |
| 香港     | Viu 頻道自選服務（now E）  | 2023年10月6日－12月22日  | 星期五 21:30（UTC+8） |           |
| 香港     | Viu 頻道自選服務（now TV） | 2023年10月13日－12月29日 | 星期五 21:30（UTC+8） |           |

### BD&DVD
| 卷數  | 發售日期          | 收錄話數         | 規格編號   | 規格編號  | 規格編號  |
| 卷數  | 發售日期          | 收錄話數         | BD限定版   | BD普通版  | DVD普通版 |
| 第1期 | 第1期             | 第1期            | 第1期      | 第1期     | 第1期     |
| ----- | ----------------- | ---------------- | ---------- | --------- | --------- |
| 1     | 2019年2月20日     | 第1－4話         | 不適用     | BJS‐81415 | JDD‐81415 |
| 2     | 2019年3月20日     | 第5－8話         | 不適用     | BJS‐81416 | JDD‐81416 |
| 3     | 2019年4月17日     | 第9－12話        | 不適用     | BJS‐81417 | JDD‐81417 |
| BOX   | 2021年4月28日     | 第1－12話        | BPBQ-1261  | 不適用    | 不適用    |
| 其他  |                   |                  |            |           |           |
| OVA   | 2020年7月29日     | -GOBLIN'S CROWN- | BJSL-81630 | BJS-81630 | JDD-81630 |
| 第2期 |                   |                  |            |           |           |
| 1     | 2024年1月31日     | 第1話－第4話     | 不適用     | BJS-81823 | JDD-81823 |
| 2     | 2024年2月28日預定 | 第5話－第8話     | 不適用     | BJS-81824 | JDD-81824 |
| 3     | 2024年3月27日預定 | 第9話－第12話    | 不適用     | BJS-81825 | JDD-81825 |

## 剧场版
《哥布林杀手：GOBLIN'S CROWN》（日語：ゴブリンスレイヤー：GOBLIN'S CROWN）
上映日期：2020年2月1日

### 制作人员
- 原作：蝸牛くも（GA文库／SB Creative刊）
- 角色原案：神奈月昇
- 监督：尾崎隆晴
- 剧本：仓田英之
- 角色设计：永吉隆志
- 动画制作：WHITE FOX

### CAST
- 哥布林杀手：梅原裕一郎
- 女神官：小仓唯
- 妖精弓手：东山奈央
- 牧牛妹：井口裕香
- 柜台小姐：内田真礼
- 矿人道士：中村悠一
- 蜥蜴僧侣：杉田智和
- 魔女：日笠阳子
- 长枪手：松冈祯丞
- 千金剑士：上坂堇

### 主題曲
片尾曲《Static》
作詞：Cassie Wei，作曲：Cassie Wei & Yamato Kasai，編曲：Yamato Kasai，主唱：Mili
电影结尾曲时使用。

## 遊戲版

### 手機遊戲
哥布林殺手 無盡復仇
免費課金制手機遊戲，Android版於2019年12月28日開始營運、iOS版於2020年1月1日開始營運。於2020年12月25日結束營運。
哥布林殺手 無限狩獵
由CTW公司開發與營運的免費課金制網頁遊戲，於2022年12月20日開始營運。

### 主機遊戲
哥布林殺手 另一冒險者 夢魘盛宴
由APOLLOSOFT與mebius公司負責開發、武士道負責發行的戰略角色扮演遊戲，於2024年2月29日在任天堂Switch與Windows（Steam）平台發售。

## 反響
2015年9月：《哥布林殺手》確定出版，作者向討論區的網友們說明事情經過後，情報迅速發酵，讀者期待度不斷攀高。
2016年2月16正式出版：一看標題就能理解故事的《哥布林殺手》發售。強悍但被同業輕視、默默貫徹掃蕩哥布林信念的男子，迷倒了讀者與被他守護過的女角們。回頭一看，影響他踏上小說創作之路的第一部作品，正好就是滿足自身設為必備要素的作品。
同時期，AMAZON輕小說榜前30名分別被手遊改編小說、當季動畫《為美好世界獻上祝福》、《灰與幻想的格林姆迦爾》、睽違兩年再發新刊的《零之使魔》各集數洗榜，尚不確定是否為「全一冊」的原創新刊《哥布林殺手》文庫與電子版同時空降，成為榜上異類。
在第一集於2016年2月16日出版後，於2月17日就決定再版，增印部數甚至超過首刷。並迅速決定的第二集的出版日期。
至2017年2月，前兩集全球累計銷量達50萬冊，並於台北國際動漫節宣布決定製作外傳小說及漫畫。2018年2月累計發行量已達150萬冊，10月時突破300萬冊。
這部輕小說在2017年的《這本輕小說真厲害！》文庫部門獲得第五名，新作第一名。
漫畫第一卷在每週的ORICON漫畫排行榜上排名第39名，第一週發行成績為20,360份。。改編漫畫在2024「BookLive!讀者票選」的「讀者票選推薦最佳100部異世界漫畫」的排行榜中，位居少年漫畫·青年漫畫的第21名。
据来自ORICON榜的动画销量数据，深夜动画《哥布林杀手》获得卖出卷均3,823份BD和DVD综合的水準。

## 外部連結
- GA文庫「哥布林殺手」特設網站  （日語）
- GA文庫「哥布林殺手」官方的X（前Twitter）（日語）
- 哥布林殺手｜GANGAN ONLINE｜SQUARE ENIX （页面存档备份，存于）（日語）
- 哥布林殺手外傳：第一年｜GANGAN ONLINE｜SQUARE ENIX （页面存档备份，存于）（日語）
- 哥布林殺手外傳2 鍔鳴的太刀 GANGAN ONLINE｜SQUARE ENIX （页面存档备份，存于）（日語）
- 電視動畫「哥布林殺手」官方網站 （页面存档备份，存于）（日語）
- 「哥布林殺手 TRPG」特設網站｜GA文庫 （页面存档备份，存于）（日語）
- 哥布林殺手 THE ENDLESS REVENGE 官方網站 （页面存档备份，存于）（日語）